# Mesoginella cracens
Mesoginella cracens is een slakkensoort uit de familie van de Marginellidae. De wetenschappelijke naam van de soort is voor het eerst geldig gepubliceerd in 1956 door Dell.